# Ann Ronell
Ann Ronell (nascuda Rosenblatt; Omaha (Nebraska), 28 de desembre de 1908 — Nova York, 25 de desembre de 1993) fou una lletrista i compositora d'èxit estatunidenca, i directora de musicals. És coneguda pels estàndards «Willow Weep for Me» (1932) i «Who's Afraid of the Big Bad Wolf» (1933).

## Primers anys
Ronell va néixer a Omaha, Nebraska, filla de Morris i Mollie Rosenblatt. Es va graduar a l'Omaha Central High School el 1923. Es matriculà al Wheaton College de Massachusetts i després al Radcliffe College, on va estudiar música amb Walter Piston. En aquesta època va escriure música i cançons per a teatre i en el context de la vida estudiantil. Després d'entrevistar George Gershwin per a una publicació universitària, va establir amistat amb el compositor, que la va contractar com a pianista d'assaig per al seu espectacle Rosalie. Va ser Gershwin qui li va suggerir que es canviés el nom de Rosenblatt per Ronell i va esdevenir el seu mentor a Broadway.

## Carrera musical
Ronell va ser, juntament amb Dorothy Fields, Dana Suesse, i Kay Swifft, una de les primeres compositores o llibretistes femenines de Hollywood que obtingueren un èxit popular. El 1929 va presentar la seva primera cançó en un programa, «Down By the River». El 1930 va escriure el seu primer èxit, «Baby's Birthday Party». Originalment escrita per a un musical, Ronell va oferir la cançó a diversos editors musicals sense resultat fins que Famous Music va acceptar de publicar-la. El 1932 va produir dues cançons més que li van fer guanyar notorietat, «Rain on the Roof» i «Willow Weep for Me», la darrera de les quals va dedicar a George Gershwin.
Un cop a Hollywood, el 1933, va coproduir amb Frank Churchill la primera cançó d'èxit per a Disney: «Who's Afraid of the Big Bad Wolf?» per a la pel·lícula Els tres porquets (1933).
Va escriure lletres i música per al musical de Broadway Count Me In (1942). Va compondre cançons per a diverses pel·lícules, entre les quals Champagne Waltz (1937) i Blockade (1938) i va escriure la banda sonora de The Story of G.I. Joe (1945), l'adaptació cinematogràfica del musical One Touch of Venus (1948), de Kurt Weill i Ogden Nash, i Love Happy (1949), dels germans Marx. Va ser directora musical de la producció Main Street to Broadway (1953). Obtingué la nominació a l'Oscar per a la Millor cançó per "Linda" i, juntament amb el compositor Louis Applebaum, el de la Millor banda sonora, totes dues nominacions per la seva tasca a The Story of G.I. Joe.

## Llegat
La tasca de Ronell en la música per al cinema va ser rellevant en aquest camp. La pel·lícula The Story of G.I. Joe va ser el primer film en què es presentava una cançó temàtica al llarg dels crèdits. Ronell també va ser la primera a produir un disc a partir d'una partitura cinematogràfica, cosa que va fer amb Ladies in Retirement. El 1942 es va convertir, amb Count Me In, en la primera dona a escriure tant la música com les lletres de les cançons per a una producció de Broadway.
«Willow Weep for Me», la cançó més famosa de Ronell, ha estat enregistrada, en versió vocal i instrumental, per artistes tan notables com Billie Holiday, Dexter Gordon, Bud Powell, Cab Calloway, Art Tatum, Thelonious Monk, Louis Armstrong i Ella Fitzgerald, McCoy Tyner, Barbra Streisand, Frank Sinatra, Nina Simone, Dinah Washington, Wes Montgomery, Ray Charles, Lena Horne, Julie London, Tony Bennett, Sarah Vaughan…

## Vida personal
Es va casar amb el productor Lester Cowan i no va tenir fills.

## Cançons significatives
- «Baby's Birthday Party» (1930)
- «There's A Woman With The Man In The Moon» (1931) (lletra de Lu C Bender)
- «Rain On The Roof»(1932)
- «Willow Weep for Me» (1932)
- «Who's Afraid of the Big Bad Wolf?» (1933)[1]